# Aleksander Glinkowski
Aleksander Glinkowski (ur. 4 kwietnia 1941 w Stiring-Wendel we Francji, zm. 17 marca 1991 w Katowicach) – polski kompozytor.

## Życiorys
Studiował w Państwowej Wyższej Szkole Muzycznej w Katowicach, w latach 1960–1964 w klasie puzonu Feliksa Kwiatkowskiego, a w następnie w latach 1965–1970 w klasie kompozycji Bolesława Szabelskiego. W latach 1972–1973 uzupełniał studia kompozytorskie u Iannisa Xenakisa w Paryżu. Równocześnie w latach 1960–1972 był członkiem orkiestry Filharmonii Śląskiej, a od 1970 wykładał w Państwowej Wyższej Szkole Muzycznej w Katowicach na Wydziale Kompozycji i Teorii Muzyki .

## Twórczość
Glinkowski skupiał się na walorach sonorycznych materiału dźwiękowego. Wcześniejsze utwory charakteryzuje intensywna kolorystyka i pełna atonalność. Późniejsze (od Concerto notturno) wykazują większą statykę, wyciszenie emocji, przejrzystość faktury, przesycenie modalnością .
Jego utwory były wykonywane z sukcesem na czołowych polskich festiwalach muzyki współczesnej, m.in. podczas „Warszawskiej Jesieni”, czy Festiwalu Musica Polonica Nova we Wrocławiu.

## Nagrody i wyróżnienia
(na podstawie materiału źródłowego)
Aleksander Glinkowski był laureatem kilku konkursów kompozytorskich. 
- 1968 – wyróżnienie w konkursie Związku Kompozytorów Polskich w Kamieniu Pomorskim za utwór Passacaglia lugubra na organy (1968)
- 1970 - II nagroda w konkursie Związku Kompozytorów Polskich za Ostinato na chór mieszany i taśmę (1970)
- 1972 - III nagroda w Konkursie im. Artura Malawskiego w Krakowie za Koncert wenecki na obój i orkiestrę (1972).

## Ważniejsze kompozycje
(na podstawie materiałów źródłowych )
- Gdybyś musiał kiedyś... na chór mieszany (1960)
- Kolor wiosny na chór mieszany (1960)
- Kwartet smyczkowy (1966)
- Inicjacje na kwartet smyczkowy, organy i perkusję (1966)
- Pieśni Safony na alt, orkiestrę i taśmę (1967)
- Passacaglia lugubra na organy (1968)
- Amphi [wersja I] na obój i 2 fortepiany (1968)
- Amphi [wersja II] na obój i fortepian (1968)
- Passacaglia na organy (1968)
- Aisthesis na organy i orkiestrę (1969)
- Pour trombone na puzon, wiolonczelę i fortepian (1969)
- Sequentia na saksofon altowy i fortepian (1970)
- Ostinato [wersja I] na chór mieszany i taśmę (1970)
- Ostinato [wersja II] na dwa chóry mieszane (1970)
- Koncert wenecki na obój i orkiestrę (1972)
- Stasis na kwartet smyczkowy i taśmę (1973)
- Après silence, teatr instrumentalny (1974)
- Muzyka przestrzenna [wersja I] na 4 zespoły orkiestrowe (1974)
- Muzyka przestrzenna [wersja II] na taśmę (1974)
- Dialogos I na fortepian na 4 ręce (1976)
- Trzy etiudy na chór żeński (1977)
- Concerto notturno na klawesyn i zespół kameralny (1979)
- Sinfonia mesta e tranquilla na alt, chór mieszany i orkiestrę (1979)
- Chwila westchnienia, kantata na alt lub baryton i orkiestrę (1980)
- Sonata organowa (1981)
- Kantata na powrót cichego syna na głos recytujący, chór mieszany i orkiestrę (1981)
- Intermezzo na skrzypce lub flet z orkiestrą kameralną (1983)